# Ковтун, Максим Павлович
Максим Павлович Ко́втун (род. 18 июня 1995, Екатеринбург) — российский фигурист, выступавший в одиночном катании. Серебряный призёр чемпионата Европы (2015, 2017), бронзовый призёр чемпионата Европы (2016), серебряный призёр командного чемпионата мира (2015, 2017), победитель Гран-при Франции и Китая (2014), четырёхкратный чемпион России (2014—2016, 2019).
Мастер спорта России международного класса (2013). По состоянию на май 2017 года занимал 10-е место в рейтинге Международного союза конькобежцев (ИСУ).

## Биография
Максим Павлович Ковтун родился 18 июня 1995 года в Екатеринбурге в спортивной семье, где отец — Павел Алексеевич — ранее выступал в парном катании, а ныне является тренером по фигурному катанию на катке ДЮСШ «Локомотив». Оба старших брата также были фигуристами, выступают в ледовых шоу.
Был призван в ряды Вооружённых сил Российской Федерации в весенний призыв 2014 года. Проходил службу в спортивной роте ЦСКА в подмосковной Балашихе.
В 2016 году закончил обучение в школе олимпийского резерва в Екатеринбурге, позднее поступил в Российский государственный университет физической культуры, спорта, молодёжи и туризма.
Под псевдонимом «Мэнни» занимается музыкой в стиле рэп. В 2017 году выпустил новый альбом под названием «Е.1», состоящий из 6 композиций.
С 2018 года встречается с гимнасткой Евгенией Левановой. В августе 2021 года пара объявила о помолвке.

## Карьера

### Ранние годы
Максим начал кататься на коньках в 4 года (1999 год) на катке ДЮСШ «Локомотив» города Екатеринбурга. Туда его привёл отец, Павел Алексеевич.
Стал заниматься в группе тренера Марины Войцеховской. В апреле 2007 года выиграл свои первые крупные соревнования «Хрустальный конек-2007» среди мальчиков старшего возраста, а в 2009 году — первый этап Кубка России в Перми (среди юношей). К 2010 году Максим освоил прыжок тройной аксель и в феврале 2011 года стал вторым на Европейском юношеском Олимпийском фестивале. Весной 2011 года переехал из Екатеринбурга в Москву иначал тренироваться под руководством Марины Войцеховской и Николая Морозова, включая в свои программы прыжок четверной тулуп. В сентябре 2011 года выиграл свой первый этап юниорского Гран-При в Брашове, был вторым на этапе в Таллине, благодаря чему попал в финал, где занял четвёртое место. В апреле 2012 года Ковтун выступил в составе российской сборной на Командном чемпионате мира в Токио.

### 2012/2013: переход в ЦСКА
После отчисления из группы Морозова летом 2012 года перешёл в СДЮШОР ЦСКА (Москва) к Елене Водорезовой, затем также помогала готовить его Татьяна Тарасова. Сотрудничество привело к большому успеху — Ковтун выиграл оба своих этапа, а затем и финал юниорского Гран-При, очень чисто исполнив сложнейшие каскады четверной тулуп — тройной тулуп и тройной аксель — тройной тулуп. После 5-го места на чемпионате России в декабре 2012 года по решению тренерского совета Ковтун отправился на Чемпионат Европы в Загребе, где выступил лучше других российских одиночников, заняв пятое место в произвольной программе и выполнив уже два четверных тулупа. В марте 2013 года Ковтун дебютировал на чемпионате мира, на котором занял семнадцатое место, тем самым он не привёз две квоты на домашнюю Олимпиаду. В апреле этого года вновь был в российской команде на командном чемпионате мира в Токио.

### 2013/2014: Олимпийский сезон
В сезоне 2013—2014 гг. Тарасова и Водорезова поставили в программы Ковтуна рекордно сложный прыжковый набор из пяти четверных прыжков, в короткую — четверные тулуп и сальхов, в произвольную — тулуп и два сальхова, рассчитывая побороться за единственное для российских одиночников место на Олимпиаде-2014 в Сочи. На этапе Гран-При Кубок Китая в ноябре 2013 года фигурист исполнил в двух программах четыре четверных прыжка, выиграл произвольную программу и в итоге занял второе место. На этапе Гран-При в Москве выиграл короткую программу, а в итоге вновь получил серебро и вышел в Финал Гран-При (российские мужчины-одиночники не могли добиться этого в течение 9 лет). 25 декабря 2013 года с четырьмя чистыми четверными прыжками (два в короткой и два в произвольной программах) впервые выиграл чемпионат России, сенсационно обыграв Евгения Плющенко, который был первым на российских чемпионатах в течение 10 лет (с 2003 года). На чемпионате Европы 2014 года в Будапеште Максим занял 5 место, как и год назад. На Олимпийские игры в Сочи по решению Федерации фигурного катания России отправился Плющенко, а Ковтун, несмотря на победу в очной борьбе на чемпионате России, был указан первым запасным. Плющенко, ссылаясь на травму, снялся с личных соревнований Олимпиады лишь перед началом короткой программы 13 февраля 2014, при этом срок замены истёк 10 февраля, и в результате Россия осталась в мужском одиночном катании без участника (которым мог бы стать Ковтун, как первый запасной). В марте 2014 Максим удачно выступил на чемпионате мира. В короткой программе он исполнил два четверных прыжка (сальхов судьи оценили с недокрутом), а в произвольной четверной тулуп и 6 тройных прыжков, все вращения в обеих программах были исполнены на самый высокий 4 уровень. По сумме двух программ Максим занял 4-е место, обеспечив для российской сборной квоту на два места на следующий чемпионат.

### 2014/2015
В начале сезона 2014-15 Ковтун снялся с этапа Кубка России из-за проблем с ботинками. На китайском этапе Гран-при в короткой программе Ковтун занял 1 место, единственный из всех участников исполнил два четверных прыжка (тулуп и сальхов), опередив олимпийского чемпиона Юдзуру Ханю. На разминке перед произвольной программой столкновение между Хань Янем и Юдзуру Ханю повлияло на их выступления. Максим в произвольной программе сделал чисто четверной тулуп, тройной аксель и 4 тройных прыжка, что позволило ему впервые выиграть этап Гран-при. На этапе в Бордо Ковтун сделал каскад четверной сальхов — двойной тулуп, но ошибся на двух элементах в короткой программе и был на шестом месте, однако обошёл соперников в произвольной программе (благодаря чисто исполненным двум четверным прыжкам и 6 тройным) и снова стал победителем этапа,став первым российским фигуристом выигравшем два этапа гран-при после ухода Евгения Плющенко из любительского спорта. Первые места на обоих этапах позволили Ковтуну второй раз подряд выйти в финал Гран-при, где он с двумя четверными прыжками был третьим в короткой программе, а в итоге занял четвёртое место. На чемпионате России он выиграл короткую программу с двумя четверными прыжками, а в произвольной выполнил четверной тулуп и 6 тройных прыжков, в итоге завоевав золотую медаль и став двукратным чемпионом России. На чемпионате Европы в Стокгольме спортсмен выступил успешно, заняв второе место и завоевав тем самым свою первую медаль европейского уровня. На чемпионате мира в Шанхае по итогам короткой программы занимал 16 место, но затем смог собраться и успешно исполнить произвольную программу, заняв итоговое 7 место. В середине апреля на заключительном старте сезоне на командном чемпионате мира в Японии Ковтун выступил вновь неудачно в короткой программе, но в произвольной финишировал сразу за Вороновым и вернулся домой с серебряной медалью.

### 2015/2016
Сезон 2015/16 начал с победы на турнире Саранске. На этапе Гран-При во Франции в короткой программе занял второе место, исполнив два четверных прыжка (с помарками), однако турнир не был завершён из-за траура и военного положения в стране, результат этапа был определен только с учётом короткой программы. На заключительном этапе Гран-при в Нагано, в короткой программе был четвёртым (с чистым каскадом четверной сальхов — тройной тулуп), но в произвольной, исполнив чисто четверной сальхов и прыжок в три с половиной оборота аксель, далее сделал чисто лишь два тройных прыжка,. В своём родном городе (Екатеринбурге) он выиграл национальный чемпионат 2016 года в третий раз подряд, первым из россиян исполнив в обеих программах пять четверных прыжков (один судьи зачли с недокрутом). Через месяц на европейском чемпионате в Братиславе он в сложной борьбе завоевал бронзовую медаль, при этом до второго места не хватило лишь 0,35 балла. В начале апреля на мировом чемпионате в Бостоне допустил ряд ошибок и занял лишь 18-е место. 16 мая Федерация фигурного катания России подтвердила, что Ковтун стал тренироваться у Инны Гончаренко.

### 2016/2017
Новый предолимпийский сезон Максим начал в октябре на турнире Finlandia Trophy, где он лидировал после короткой программы, но в итоге переместился на третье место. В середине октября на этапе Гран-при Скейт Америка в двух программах чисто сделал три четверных прыжка, но в короткой остался без двух обязательных элементов, а в произвольной упал на тройном лутце, став 7-м.. На своём втором в этом сезоне этапе Гран-при в Пекине, где на Кубке Китая в короткой программе сделал четверной сальхов, но сорвал каскад прыжков и был последним, в произвольной программе исполнил три четверных прыжка, что позволило в итоге занять место в середине турнирной таблицы. В конце декабря на национальном чемпионате в короткой программе был седьмым, но в произвольной — вторым и в результате впервые выиграл бронзовую медаль. Помогает готовиться к стартам Максиму Сергей Вербилло, в прошлом выступавший в танцах. На европейском чемпионате абсолютно чисто исполнил короткую программу с двумя четверными прыжками, за дорожку шагов и все вращения судьи поставили 4-е уровни, и 2-е место, в произвольной с двумя очень чистыми четверными прыжками также был на 2-м месте и, как и в 2015 году, вновь получил серебряную медаль. При этом он улучшил все свои прежние спортивные достижения по суммам баллов. В конце марта он выступил на мировом чемпионате в Хельсинки, несмотря на травму перед произвольной программой, Ковтун исполнил в двух программах три четверных прыжка и три акселя в три с половиной оборота, заняв в итоге 11-е место. Через три недели после этого фигурист был отправлен на командный чемпионат мира, где выступил неудачно, заняв 10 и 11 места в двух программах; однако в команде завоевал серебряную медаль.

### 2017/2018
В сезоне 2017/18 подготовку осложнили травмы связок левой ноги, а затем спины, из-за которых Максим пропустил контрольные прокаты в Сочи, этап Гран При в Канаде и стартовал лишь с этапа Гран при в США. Где после короткой программы снялся с соревнований. На национальном чемпионате в середине декабря в Санкт-Петербурге Максим выступал не совсем уверенно и снялся после короткой программы. Затем в карьере случился перерыв, связанный со многими проблемами, 5 апреля 2018 стало известно о возвращении Ковтуна к Елене Водорезовой.

### 2018/2019
Подготовка к сезону затянулась и Максим стартовал в декабре, выиграв турнир в Таллине. Затем состоялось триумфальное возвращение на чемпионате России, где он исполнил 4 чистых четверных прыжка, выиграл обе программы и стал четырехкратным чемпионом России.
7 марта 2019 года Максим Ковтун завоевал серебряную медаль в одиночном мужском катании на Универсиаде в Красноярске.
В апреле 2019 года сообщил о завершении спортивной карьеры и переходе на тренерскую работу.

## Результаты
| Соревнования                           | 2010/2011 | 2011/2012 | 2012/2013 | 2013/2014 | 2014/2015 | 2015/2016 | 2016/2017 | 2017/2018 | 2018/2019 |
| -------------------------------------- | --------- | --------- | --------- | --------- | --------- | --------- | --------- | --------- | --------- |
| Чемпионаты мира                        |           |           | 17        | 4         | 7         | 18        | 11        |           |           |
| Чемпионаты Европы                      |           |           | 5         | 5         | 2         | 3         | 2         |           | 14        |
| Чемпионаты России                      | 11        | 12        | 5         | 1         | 1         | 1         | 3         | WD        | 1         |
| Финалы Гран-при                        |           |           |           | 5         | 4         |           |           |           |           |
| Командный чемпионат мира               |           | 12/5*     | 8/4*      |           | 2         |           | 2         |           |           |
| Этапы Гран-при: Trophée Bompard        |           |           |           |           | 1         | С         |           |           |           |
| Этапы Гран-при: Cup of China           |           |           |           | 2         | 1         |           | 7         |           |           |
| Этапы Гран-при: Cup of Russia          |           |           |           | 2         |           |           |           |           |           |
| Этапы Гран-при: NHK Trophy             |           |           |           |           |           | 10        |           |           |           |
| Этапы Гран-при: Skate America          |           |           |           |           |           |           | 7         | WD        |           |
| Finlandia Trophy                       |           |           |           |           |           |           | 3         |           |           |
| Мордовские узоры                       |           |           |           |           |           | 1         |           |           |           |
| Первенство России среди юниоров        | 5         | 3         |           |           |           |           |           |           |           |
| Финалы Гран-при среди юниоров          |           | 4         | 1         |           |           |           |           |           |           |
| Этапы Гран-при среди юниоров, Хорватия |           |           | 1         |           |           |           |           |           |           |
| Этапы Гран-при среди юниоров, Эстония  |           | 2         |           |           |           |           |           |           |           |
| Этапы Гран-при среди юниоров, Германия |           |           | 1         |           |           |           |           |           |           |
| Этапы Гран-при среди юниоров, Румыния  |           | 1         |           |           |           |           |           |           |           |
| Tallinn Trophy                         |           |           |           |           |           |           |           |           | 1         |

- * — место в личном зачете/командное место.
- С — соревнование не было завершено, в зачет Гран-При пошло 2-е место в короткой программе.
- WD — спортсмен снялся с соревнований.

## Программы
| Сезон     | Короткая программа                                                 | Произвольная программа                                                                               | Показательные выступления         |
| --------- | ------------------------------------------------------------------ | --- | --------------------------------- |
| 2018-2019 | L-O-V-E Нэт Кинг Коул Sing, Sing, Sing (With a Swing) Бенни Гудмен | Кармен Жорж Бизе                                                                                     |                                   |
| 2017-2018 | Фламенко                                                           | Hey You Pink Floyd                                                                                   |                                   |
| 2016—2017 | Bahamut группа «Хазмат Модин»                                      | Iron Sky Паоло Нутини                                                                                |                                   |
| 2015—2016 | «I Can’t Dance» группа «Дже́несис» хореограф Петр Чернышев          | Ода «К радости» (симф. № 9), Симфония № 5 обе — Бетховен, Канон Й.Пахельбель хореограф Петр Чернышев |                                   |
| 2014—2015 | Болеро Морис Равель хореограф Петр Чернышев                        | Muse Exogenesis хореограф Петр Чернышев                                                              |                                   |
| 2013—2014 | Фламенко Пепе Ромеро хореограф Петр Чернышев                       | Чайковский Первый концерт хореограф Петр Чернышов                                                    | Summertime                        |
| 2012—2013 | Саундтрек из фильма «Лоуренс Аравийский» Морис Жарр                | Саундтрек из фильма «Касабланка» Макс Штайнер                                                        | Ain’t no sunshine when she’s gone |
| 2011—2012 | Мурка в аранжировке гр. Несчастный случай                          | Саундтрек из фильма «Остин Пауэрс» Дж.Клинтон                                                        |                                   |

## Детальные результаты
| 2018—2019 сезон            |                               |          |           |              |
| Дата                       | Событие                       | КП       | ПП        | Результат    |
| 19–23 декабря 2018         | Чемпионат России 2019         | 1 95,14  | 1 186,45  | 1 281,59     |
| 26 ноября – 2 декабря 2018 | Tallinn Trophy 2018           | 1 80,91  | 1 166,64  | 1 247,55     |
| 2017—2018 сезон            |                               |          |           |              |
| Дата                       | Событие                       | КП       | ПП        | Результат    |
| 21–24 декабря 2017         | Чемпионате России 2018        | 16 64,72 | WD        | WD           |
| 24—26 ноября 2017          | Skate America 2017            | 12 64,98 | WD        | WD           |
| 2016—2017 сезон            |                               |          |           |              |
| Дата                       | Событие                       | КП       | ПП        | Результат    |
| 20–23 апреля 2017          | Командный чемпионат мира 2017 | 11 64,62 | 10 148,29 | 2T/9P        |
| 29 марта – 2 апреля 2017   | Чемпионат мира 2017           | 10 89,38 | 14 156,46 | 11 245,84    |
| 25–29 января 2017          | Чемпионат Европы 2017         | 2 94,53  | 2 172,27  | 2 266,80     |
| 20–26 декабря 2016         | Чемпионате России 2017        | 7 76,65  | 2 172,72  | 3 249,37     |
| 18–20 ноября 2016          | Cup of China 2016             | 10 70,10 | 7 151,33  | 7 221,43     |
| 21–23 октября 2016         | Skate America 2016            | 10 67,43 | 6 163,32  | 7 230,75     |
| 6–10 октября 2016          | Finlandia Trophy 2016         | 1 88,26  | 3 141,31  | 3 229,57     |
| 2015—2016 сезон            |                               |          |           |              |
| Дата                       | Событие                       | КП       | ПП        | Результат    |
| 28 марта – 3 апреля 2016   | Чемпионат мира 2016           | 13 78,46 | 21 131,68 | 18 210,14    |
| 26–31 января 2016          | Чемпионат Европы 2016         | 2 88,09  | 6 154,12  | 3 242,21     |
| 24–27 декабря 2015         | Чемпионате России 2016        | 1 93,05  | 1 173,08  | 1 266,13     |
| 27–29 ноября 2015          | NHK Trophy 2015               | 4 82,27  | 11 130,36 | 10 212,63    |
| 13–15 ноября 2015          | Trophée Eric Bompard 2015     | 2 86,82  | cancelled | 2 86,82      |
| 16–19 октября 2015         | Mordovian Ornament 2015       | 4 73,14  | 1 163,24  | 1 236,38     |
| 2014—2015 сезон            |                               |          |           |              |
| Дата                       | Событие                       | КП       | ПП        | Результат    |
| 16–19 апреля 2015          | Командный чемпионат мира 2015 | 8 74,83  | 6 158,91  | 2T/7P 233,74 |
| 23–29 марта 2015           | Чемпионат мира 2015           | 16 70,82 | 6 159,88  | 7 230,70     |
| 26 января – 1 февраля 2015 | Чемпионат Европы 2015         | 4 78,21  | 2 157,47  | 2 235,68     |
| 24–27 декабря 2014         | Чемпионате России 2015        | 1 98,14  | 2 173,38  | 1 271,52     |
| 11–14 декабря 2014         | Финал Гран При 2014           | 3 87,02  | 5 155,25  | 4 242,27     |
| 20–23 ноября 2014          | Trophée Eric Bompard 2014     | 6 77,11  | 1 166,24  | 1 243,35     |
| 7–9 ноября 2014            | Cup of China 2014             | 1 85,96  | 1 157,38  | 1 243,34     |
| 2013—2014 сезон            |                               |          |           |              |
| Дата                       | Соревнование                  | КП       | ПП        | Результат    |
| 24–30 марта 2014           | 2014 Чемпионат мира           | 7 84,66  | 5 162,71  | 4 247,37     |
| 15-19 января 2014          | Чемпионат Европы 2014         | 4 83,15  | 5 149,22  | 5 232,37     |
| 24-27 декабря 2013         | Чемпионат России 2014         | 2 93,08  | 1 174,05  | 1 267,13     |
| 5-8 декабря 2013           | Финал Гран При 2013           | 5 68,92  | 5 164,32  | 5 233,24     |
| 21-23 ноября 2013          | Rostelecom Cup 2013           | 1 92,53  | 2 147,81  | 2 240,34     |
| 1-2 ноября 2013            | Cup of China 2013             | 2 81,84  | 1 156,81  | 2 238,65     |

| 2012—2013 сезон     |                               |           |          |           |           |
| Дата                | Соревнование                  | Категория | КП       | ПП        | Результат |
| 23-27 января 2013   | Чемпионат Европы 2013         | Взрослые  | 7 74,46  | 4 152,11  | 5 226,57  |
| 25-28 декабря 2012  | Чемпионат России 2013         | Взрослые  | 3 75,38  | 5 149,64  | 5 225,02  |
| 6-8 декабря 2012    | Юниорский Финал Гран При 2012 | Юниоры    | 2 72,53  | 1 149,78  | 1 222,31  |
| 10-13 октября 2012  | Этап Гран-при: Германия       | Юниоры    | 1 68,13  | 2 124,91  | 1 193,04  |
| 4-7 октября 2012    | Этап Гран-при: Хорватия       | Юниоры    | 2 69,47  | 1 149,72  | 1 219,19  |
| 2011—2012 сезон     |                               |           |          |           |           |
| Дата                | Соревнование                  | Категория | КП       | ПП        | Результат |
| 18-22 апреля 2012   | Командный Чемпионат Мира 2012 | Взрослые  | 11 60,93 | 12 111,53 | 12 172,46 |
| 5-7 февраля 2012    | Первенство России 2012        | Юниоры    | 5 65,21  | 2 128,74  | 3 193,95  |
| 24-28 декабря 2011  | Чемпионат России 2011         | Взрослые  | 12 66,11 | 11 127,82 | 12 193,93 |
| 8-11 декабря 2011   | Юниорский Финал Гран При 2011 | Юниоры    | 4 63,68  | 4 130,08  | 4 193,76  |
| 13-15 октября 2011  | Этап Гран-при: Эстония        | Юниоры    | 2 58,47  | 2 128,40  | 2 186,87  |
| 22-24 сентября 2011 | Этап Гран-при: Румыния        | Юниоры    | 2 61,14  | 1 121,77  | 1 182,91  |